# Vector Arena
Vector Arena – hala sportowo-widowiskowa zlokalizowana w Auckland w Nowej Zelandii. Budowa trwała od 2006 do 2007, zamykając się w koszcie 80 mln dolarów nowozelandzkich (NZD). Obiekt może pomieścić od 9 000 do maksymalnie 12 000 osób. Pierwszym koncertem w Vector Arenie był występ zespołu Rock Star Supernova. 
Wśród artystów którzy wystąpili w arenie są m.in. Guns N`Roses, Snow Patrol, Justin Timberlake, Lionel Richie, James Blunt, Westlife, Elton John, Rihanna, Kylie Minogue, Lady Gaga, Metallica, Bon Jovi, Bruno Mars, Katy Perry, One Direction, Beyoncé, Justin Bieber, Mariah Carey, Ricky Martin. 